# Liliane Montevecchi
Liliane Montevecchi est une actrice, danseuse et chanteuse française, née à Paris le 13 octobre 1932 et morte à New York le 29 juin 2018.

## Biographie
Liliane Montevecchi naît le 13 octobre 1932 à Paris, dans le 15e arrondissement où elle grandit : « Mais attention, plus du côté chambre de bonne qu’hôtel particulier ! Pourtant je n’ai jamais vu ma mère mal habillée. C’est elle qui m’a donné le goût de l’élégance. »
Liliane Montevecchi prend à 8 ans ses premiers cours de danse classique avec Pierre Duprez, danseur étoile de l’Opéra. Elle réussit le concours du Conservatoire et complète sa formation durant deux ans, avec notamment Jeanne Schwarz et Mathilde Kschessinska, sur la scène du Théâtre national de l'Opéra-Comique. Elle apparaît pour la première fois sur une scène au théâtre des Champs-Elysées dans un ballet de David Lichine. Elle travaille ensuite avec Léonide Massine et danse à Monaco pour le couronnement du prince Rainier III en 1949.
Formée initialement à la danse classique, elle débute dans le music-hall, au Casino de Paris, avec Jean Guélis.
Puis elle est recrutée comme danseuse étoile dans la compagnie de danse de Roland Petit, qui lui offre d'abord le rôle principal du ballet chanté La Croqueuse de Diamants en 1951 au théâtre de l'Empire, « J’avais 18 ans et Paris était à mes pieds, mais je pleurais car on m’applaudissait pour mon chant et moi je voulais être reconnue comme danseuse. ».
Après une tournée internationale, le ballet s’installe au Broadway Theatre à New York où elle fait sensation. C'est ainsi qu'elle est découverte par John Houseman, le producteur du film Citizen Kane qui l'a fait recruter pour un contrat de huit ans à la MGM. C'est le début d'une carrière hollywoodienne pour Liliane Montevecchi. Elle débute en tournant La Pantoufle de verre avec Michael Wilding et Papa longues jambes avec Fred Astaire, dans lesquels elle apparaît aux côtés de la vedette Leslie Caron. Liliane Montevecchi se familiarise avec l’anglais, les claquettes, l’escrime, et elle côtoie alors le tout-Hollywood, dont Arlene Dahl, Gene Kelly, Elizabeth Taylor et Clark Gable. Elle joue avec Stewart Granger dans Les Contrebandiers de Moonfleet, danse avec Cyd Charisse dans Viva Las Vegas en 1956 et joue avec Steve Forrest dans The Living Idol en 1957. Liliane Montevecchi quitte MGM avant la fin de son contrat pour tourner P'tite tête de troufion avec Jerry Lewis et Peter Lorre en 1957, Bagarres au King Créole avec Elvis Presley pour Paramount Pictures et Le Bal des maudits avec Montgomery Clift, Dean Martin, Marlon Brando et Dora Doll pour 20th Century Fox en 1958. Elle prend des cours à l'Actors Studio à New York, où elle croise Marilyn Monroe.
Liliane Montevecchi remplace Colette Brosset, en 1958, dans la revue de Broadway La plume de ma tante, puis joue dans La Grosse Valse en compagnie de Louis de Funès durant les saisons 1962/63 au théâtre des Variétés. Après des rôles à la télévision dans les séries telles que Playhouse 90 et Aventures dans les îles, à la fin de la décennie, elle choisit de quitter Hollywood pour devenir meneuse de revue à Las Vegas, partir en tournée avec la compagnie mondiale pendant neuf ans, puis poursuivre aux Folies Bergère de 1972 à 1978. Durant cette période, elle tourne avec Jean-Christophe Averty Musidora, avec Jean Yanne Chobizenesse et participe à de nombreux spectacles télévisés tels que les émissions de Maritie et Gilbert Carpentier, notamment avec Jacques Chazot, et la série Au théâtre ce soir avec Jean Le Poulain et Robert Hirsch.
Liliane Montevecchi est rappelée aux États-Unis pour l’ouverture du Casino d’Atlantic City, où elle se produit plus d’un an. Puis tente de revenir dans Hollywood, « J’ai traversé l’Amérique dans ma Cadillac avec mes trois chiens… Je suis arrivée à Los Angeles, plus personne ne me connaissait. Je voulais faire des films, je n’en ai pas fait… ».
En 1982, elle est sur le point de rentrer en France, lorsqu'elle passe in-extremis des auditions pour la comédie musicale Nine. Elle est retenue, et son interprétation remarquable lui vaut d'attirer l'attention des critiques et du public, et les victoires à la fois des Tony Awards et Drama Desk Awards en tant que meilleure actrice de second rôle dans une comédie musicale, dans le rôle de Liliane La Fleur, aux côtés de Raúl Juliá. Sept ans plus tard, elle joue dans Grand Hotel, et obtient une nomination au Tony Awards, en tant que meilleure actrice dans une comédie musicale. Ses succès et ses nombreux passages dans des émissions de la télévision américaine la font connaître du grand public américain.
Du 8 juin au 3 septembre 1984, Liliane Montevecchi est la vedette de Gotta Getaway!, spectacle conçu par Stephen Hisbet, mis en scène et chorégraphié par Larry Fuller, décors d’Eduardo Sicangeo, costumes de Michael Casey, pour 149 représentations au Radio City Music Hall (le plus grand music-hall du monde avec 5 960 places).
Liliane Montevecchi part en tournée internationale avec son spectacle semi-autobiographique On the Boulevard et Back on the Boulevard. En 1985, elle est également la vedette dans l'enregistrement de la version concert de Follies à l'Avery Fisher Hall, spectacle écrit par James Goldman et Stephen Sondheim, et joué par l’Orchestre philharmonique de New York.
À la télévision, elle apparaît dans de nombreuses séries. Elle apparaît aussi dans les films Wall Street et Comment se faire larguer en dix leçons avec Matthew McConaughey, où elle porte l'Isadora Diamond de Harry Winston. Elle occupe également le haut de l'affiche dans Irma la douce, Gigi (en) et Hello, Dolly!.
En 1999, Liliane Montevecchi remplace Eartha Kitt, dans le rôle de la méchante sorcière de l'Ouest, au sein de la production de Radio City Entertainment du Magicien d'Oz, aux côtés de Mickey Rooney, dans le rôle du Magicien, et de Jessica Grové, dans le rôle de Dorothy, au Madison Square Garden de New York.
En 2001, elle joue le rôle de Mistinguett dans Mistinguett, la dernière revue de Franklin Le Naour et Jérôme Savary, avec Jean-Marc Thibault et Ginette Garcin, à l'Opéra-Comique.
À Seattle et San Francisco, elle connaît un grand succès en tête d'affiche à Teatro ZinZanni depuis sa création jusqu'en 2016, avec Frank Ferrante (en), Les Castors, Dreya Weber, Mat Plendl et de nombreux artistes, notamment dans le spectacle Bonsoir Liliane!, avec Kevin Kent, sous la direction de Tommy Tune et du chorégraphe Tobias Larsson en 2011. Elle participe à l'album The Divas avec Joan Baez, Thelma Houston, Sally Kellerman, Christine Deaver, Debbie de Coudreaux, Francine Reed (en), Juliana Rambaldi et Kristin Clayton, sorti en 2006.
En décembre 2010, Liliane Montevecchi retrouve sur scène Kaye Ballard (en) et Donna McKechnie (en) dans une production de From Broadway With Love, sous la direction de Richard Jay-Alexander (en), au Lensic Theater à Santa Fe (Nouveau-Mexique). En 2012, elle apparaît dans la revue musicale Doin' It for Love avec Kaye Ballard et Lee Roy Reams (en) à Austin (Texas) et Los Angeles, sous la direction de David Geist. Tous les bénéfices de ces spectacles ont été versés pour les droits et la protection animale.
En novembre 2015, grâce au producteur Patrick Niedo, Liliane Montevecchi présente pour la première fois son spectacle musical Aller-retour au Vingtième Théâtre à Paris.
En 2017, Liliane Montevecchi participe à l'enregistrement de l'album Les Funambules, un projet du compositeur Stéphane Corbin lancé en janvier 2013 afin de lutter contre l’homophobie et réunissant plus de 200 auteurs, interprètes, musiciens, arrangeurs, graphistes et photographes bénévoles, dont Annie Cordy, Amanda Lear, Pierre Richard, Jean-Claude Dreyfus, Dave, Virginie Lemoine, etc..
Le 12 juillet 2017, Liliane Montevecchi est l'invitée d'honneur de Francesca Capetta, avec Stacy Sullivan, pour rendre un hommage à Dean Martin dans une revue musicale intitulée Francesca Capetta Sings Dean Martin, A Centennial Celebration au Carnegie Hall à New York.
Liliane Montevecchi décède à New York le 29 juin 2018, des suites d'un cancer. Elle repose auprès de sa mère au cimetière de Gambais.

## Théâtre
- 1952 : La Croqueuse de diamants, théâtre de l'Empire, Paris
- 1958 : La Plume de ma tante, Broadway
- 1962-1963 : La Grosse Valse de Robert Dhéry, théâtre des Variétés : Nana
- 1964 : Folies Bergère, Broadway
- 1982 : Nine, Broadway : Liliane La Fleur
- 1984 : Gotta Getaway!, Radio City Music Hall, New York
- 1986 : Irma La Douce, avec Robert Clary, Atlantic City
- 1987 : Star Dust, Concert Reading, New York
- 1988 : On the Boulevard, Kaufman Theatre, New York
- 1989 : Nymph Errant, West End, Londres
- 1989 : Grand Hotel, Broadway : Elizaveta Grushinskaya
- 1992 : Grand Hotel, tournée américaine : Elizaveta Grushinskaya
- 1992 : Nine, West End, Londres : Liliane La Fleur
- 1992 : Grand Hotel, West End, Londres : Elizaveta Grushinskaya
- 1995 : Hello, Dolly! de Jerry Herman et Michael Stewart, Opéra royal de Wallonie, Liège.
- 1996 : Gigi, avec Gavin MacLeod, Paper Mill Playhouse, Millburn
- 1996 : Back on the Boulevard, Kaufman Theatre, New York
- 1997 : Divorce Me, Darling!, tournée britannique
- 1998 : Gigi, avec Gavin MacLeod, TX's Theatre Under The Stars, Houston
- 1998 : Follies, Paper Mill Playhouse Revival, Millburn : Solange Lafitte
- 1999 : The Wizard of Oz, tournée américaine : the Wicked Witch of the West
- 2001 : Mistinguett, la dernière revue de Franklin Le Naour[17] et Jérôme Savary, avec Jean-Marc Thibault et Ginette Garcin, Opéra-Comique[18] : Mistinguett
- 2002-2003 : Love, Chaos and Dinner, Teatro ZinZanni, San Francisco : Madame ZinZanni
- 2003 : The Boy Friend, tournée britannique : Madame Dubonnet
- 2007 : Love, Chaos and Dinner, Teatro ZinZanni, Seattle : Madame ZinZanni
- 2008 : A La Folie!, avec Michael Davis (juggler) (en), Teatro ZinZanni, San Francisco
- 2009 : Back on the Boulevard, Pizza on the Park, Londres
- 2009 : Bottega ZinZanni : All Dressed Up with Someplace to Go, Teatro ZinZanni, Seattle : Dina Monte
- 2009 : Majestic, Palazzo, Vienne
- 2010 : From Broadway with Love, avec Kaye Ballard et Donna McKechnie, Lensic Theater, Santa Fe
- 2011 : Tigerpalast Varieté Show, Tigerpalast, Francfort
- 2011 : Bonsoir Liliane!, Teatro ZinZanni, Seattle
- 2012 : Doin' It For Love, avec Kaye Ballard et Lee Roy Reams, à Austin et au Wilshire Ebell Theatre à Los Angeles.
- 2014 : Broadway Babes One Night Only, avec Kaye Ballard et Donna McKechnie, Albuquerque
- 2014 : Zazou, The York Theatre, New York
- 2014 : Tigerpalast Varieté Show, Tigerpalast, Francfort
- 2015 : Paris on the Thames, Brasserie Zédel, Londres
- 2015 : 54 Sings Grand Hotel: The 25th Anniversary Concert, Feinstein's/54 Below, New York : Elizaveta Grushinskaya
- 2015 : An Intimate Evening with Liliane Montevecchi, The Mansion Inn, Rock City Falls
- 2015 : Steve Ross on Broadway, Birdland Jazz Club, New York : invitée d'honneur
- 2015 : “A Classic Night”: A Tribute to Liliane Montevecchi, Alvin Ailey Theatre, New York
- 2015 : Tigerpalast Varieté Show, Tigerpalast, Francfort
- 2015 : Aller-retour, spectacle musical avec Mathieu Serradell (piano) et Paul Rouger (violon), sous la direction de Patrick Niedo, Vingtième Théâtre[19], Paris.
- 2015 : Concert les Funambules, Sunset/Sunside, Paris
- 2016 : Be My Valentine, Feinstein's/54 Below, New York
- 2016 : Liliane Montevecchi Live at Zédel, brasserie Zédel, Londres
- 2016 : Tigerpalast Varieté Show, Tigerpalast, Francfort
- 2016 : Hotel L'Amour, avec Frank Ferrante, Teatro ZinZanni, Seattle
- 2017 : Ziegfeld Follies of The Air : The New 1934 Live from Broadway Broadcast Revue, Birdland Jazz Club, New York
- 2017 : We'll Take a Glass Together : The Songs of Wright & Forrest from MGM to Grand Hotel, avec Karen Akers (en), Ida K. Lang Recital Hall at Hunter College, New York
- 2017 : Francesca Capetta sings Dean Martin : A Centennial Celebration, Carnegie Hall, New York : invitée d'honneur

## Filmographie

### Cinéma
- 1953 : Femmes de Paris de Jean Boyer : elle-même
- 1955 : La Pantoufle de verre (The Glass Slipper) de Charles Walters : Tehara
- 1955 : Papa longues jambes (Daddy Long Legs) de Jean Negulesco : l'étudiante
- 1955 : Les Contrebandiers de Moonfleet (Moonfleet) de Fritz Lang : la danseuse gitane
- 1956 : Viva Las Vegas ! (Meet me in Las Vegas) de Roy Rowland : Lilli
- 1957 : The Living Idol (en) de René Cardona et Albert Lewin : Juanita
- 1957 : P'tite tête de troufion (The Sad Sack) de George Marshall : Zita
- 1958 : Le Bal des maudits (The Young Lions) d'Edward Dmytryk : Françoise
- 1958 : Bagarres au King Créole (King Creole) de Michael Curtiz : Forty Nina
- 1958 : Moi et le colonel (Me and the Colonel) de Peter Glenville : Cosette
- 1975 : Chobizenesse de Jean Yanne : Gigi Nietzsche
- 1987 : Wall Street de Oliver Stone : la femme au « Cirque »
- 2002 : L'Idole de Samantha Lang : Nicole
- 2003 : Comment se faire larguer en dix leçons (How to Lose a Guy in 10 Days) de Donald Petrie : Mrs. DeLauer
- 2008 : Comment j'ai accepté ma place parmi les mortels de Mikael Buch (court métrage) : Mirna
- 2016 : Jours de France de Jérôme Reybaud : Judith Joubert

### Télévision

#### Téléfilms
- 1960 : Les Neiges du Kilimandjaro (The Snows of Kilimanjaro)
- 1966 : The Pickle Brothers : la princesse
- 1973 : La Vie rêvée de Vincent Scotto : Gaby Deslys
- 1973 : Musidora (téléfilm, 1973) de Jean-Christophe Averty : rôle de Musidora
- 1974 : Le Poulain au galop
- 2000 : Of Penguins and Peacocks : Sarah Bernhardt
- 2001 : An Evening with Rosanne Seaborn : Mrs. Mannering

#### Séries télévisées
- 1958 : Schlitz Playhouse of Stars
- 1959 : 77 Sunset Strip : Tosca
- 1959 : Behind Closed Doors : Marcella
- 1959 : Playhouse 90 : Estrella / Carla
- 1959 : Aventures dans les îles : Thérèse Privaux
- 1960 : Buick-Electra Playhouse
- 1960-1961 : The Tab Hunter Show : Andrea / Maria
- 1964 : Mr. Broadway : Vici
- 1965-1966 : The Hollywood Palace (3 épisodes) : elle-même
- 1967 : T.H.E. Cat : Comtesse de Laurent
- 1969 : Opération vol : Madame Tanya Varhos

#### Divers
- 1955 : The Bob Hope Show : la star débutante
- 1972 : 39e Gala de l'Union des Artistes au Cirque d'Hiver, présenté par Pierre Tchernia
- 1972 : Midi Trente
- 1972 : Top à Jean-Pierre Cassel
- 1973 : Top à Jacques Charon
- 1973 : 40e gala de l'Union des artistes
- 1974 : Au théâtre ce soir (série télé) : Pétrus de Marcel Achard : Francine
- 1974 : Top à Pierre Tchernia
- 1975 : Numéro Un Roger Pierre
- 1976 : Top à Marcel Amont
- 1976 : 43e gala de l'Union des artistes
- 1976 : Numéro Un Roger Pierre
- 1977 : Circus of the Stars, CBS
- 1983 : The 37th Annual Tony Awards : présentatrice
- 1986 : The 1986 Miss America Pageant, NBC : membre du jury
- 1986 : Follies in Concert, Great Performances, PBS : Solange Lafitte
- 1990 : Champs-Elysées, émission présentée par Michel Drucker : invitée
- 1990 : Night of 100 Stars III, NBC : elle-même
- 1991 : The Tonight Show starring Johnny Carson, avec Jay Leno : invitée
- 1994 : The 1994 MAC Awards : elle-même
- 1997 : The Funny Face of Broadway de Rémy Batteault (documentaire)
- 2001 : Tout le monde en parle, émission présentée par Thierry Ardisson : invitée
- 2003 : Broadway: The Golden Age, by the Legends Who Were There de Rick McKay (documentaire)
- 2009 : 42nd Street: River to River (documentaire) : elle-même
- 2017 : Broadway: The Next Generation (documentaire)
- 2018 : Broadway: Beyond the Golden Age (documentaire)

## Discographie
Albums
- 1981 : C'est beau l'amour à Paris / Grain de poivre, disques Versailles
- 1982 : Nine (Original Cast Album) de Maury Yeston, Sony
- 1985 : Follies in Concert de Stephen Sondheim, RCA
- 1990 : Nymph Errant de Cole Porter, EMI
- 1992 : Grand Hotel: The Musical (Broadway Cast Recording) de Maury Yeston, RCA
- 1992 : Nine de Maury Yeston (concert à Londres), RCA
- 1993 : There's No Business Like Show Business: Broadway Showstoppers, Sony
- 1998 : Divorce Me Darling! de Sandy Wilson, Jay Records
- 1998 : Follies: The Complete Recording de Stephen Sondheim, Tee Vee Toons
- 1998 : On the Boulevard, Jay Records
- 2005 : La Tournée des Grands Ducs, Idol/Marianne Melodie
- 2006 : The Divas, One Reel/Teatro ZinZanni
- 2015 : Broadway: The Great Original Cast Recordings, Masterworks Broadway
- 2017 : Les Funambules de Stéphane Corbin, Blossom

## Radio
Le 7 décembre 2015, Liliane Montevecchi fait son entrée dans l'équipe des Grosses Têtes sur RTL.

## Anecdotes
Liliane Montevecchi a posé pour le peintre et sculpteur Arbit Blatas.

## Distinctions

### Décoration
- Officier de l'ordre des Arts et des Lettres.

Liliane Montevecchi a été nommée officier de l'ordre des Arts et des Lettres par le ministère de la Culture et de la Communication en 2013.

### Récompenses
Liliane Montevecchi a reçu un Tony Award et un Drama Desk Award du meilleur second rôle féminin dans une comédie musicale en 1982 pour sa prestation dans la comédie musicale Nine.
En reconnaissance pour ses participations à de nombreux galas de bienfaisance pour la lutte contre le sida et la lutte contre le cancer, elle est distinguée, en 1985, par l'ordre souverain de Malte.
En 1995, elle a reçu le prix de la personnalité de l'année, de la Columbus Citizens Foundation (en).
En avril 2009, elle a reçu le prix d'artiste de l'année à l'occasion du 64e gala annuel de Boys' Towns of Italy à New York.
En janvier 2017, elle a reçu le Lifetime Achievement Award, de la Ziegfeld Society de New York